# Chotějovice
Chotějovice jsou část obce Světec v okrese Teplice v Ústeckém kraji.

## Historie
První písemná zmínka o vesnici pochází z roku 1264.
Historie malé vsi Chotějovice rozkládající se na severu Čech v okrese Teplice nedaleko města Bílina je už od počátku úzce spjata s klášterem kanovnic Božího hrobu v obci Světec, a od 18. století také s těžbou uhlí, které se v okolí začalo těžit v 70. letech 18. století. Domky obyvatel byly na počátku 20. století vykoupeny a původní obec v roce 1923 podlehla těžbě a byla zbourána. Nová vesnice leží na levém břehu řeky Bíliny cca o 1 km na severozápad dále oproti původní poloze.

## Obyvatelstvo
Při sčítání lidu v roce 1921 zde žilo 400 obyvatel (z toho 200 mužů), z nichž bylo 212 Čechoslováků, 185 Němců a tři cizinci. K římskokatolické církvi se hlásilo 241 lidí, devět jich patřilo k evangelickým církvím, šest k jiným nezjišťovaným církvím a 138 lidí bylo bez vyznání. Podle sčítání lidu z roku 1930 měla vesnice 808 obyvatel: 585 Čechoslováků, 214 Němců, šest příslušníků jiné národnosti a tři cizince. Většina obyvatel byla bez vyznání. Římských katolíků zde žilo 299, evangelíků bylo jen osmnáct, šest lidí bylo členy církve československé a šestnáct patřilo k nezjišťovaným církvím.
|                                                                 | 1869 | 1880 | 1890 | 1900 | 1910 | 1921 | 1930 | 1950 | 1961 | 1970 | 1980 | 1991 | 2001 | 2011 | 2021 |
| --------------------------------------------------------------- | ---- | ---- | ---- | ---- | ---- | ---- | ---- | ---- | ---- | ---- | ---- | ---- | ---- | ---- | ---- |
| Obyvatelé                                                       | 204  | 272  | 310  | 489  | 498  | 400  | 808  | 638  | 671  | 573  | 445  | 280  | 314  | 327  | 308  |
| Domy                                                            | 29   | 33   | 33   | 41   | 51   | 37   | 101  | 113  | —    | 102  | 100  | 82   | 78   | 103  | 103  |
| Počet domů z roku 1961 je zahrnut v domech místní části Světec. |      |      |      |      |      |      |      |      |      |      |      |      |      |      |      |

## Hospodářství a doprava
Severovýchodně od vesnice se nachází Rozvodna Chotějovice. Chotějovicemi vedou železniční trati Ústí nad Labem – Chomutov (zastávka Chotějovice) a Ústí nad Labem – Bílina se zastávkou Světec.